# Нектарий Эгинский
Некта́рий Эги́нский (греч. Νεκτάριος Αιγίνης, в миру Анаста́сиос Кефала́с, греч. Αναστάσιος Κεφαλάς; 1 (13) октября 1846 года, Силиври — 8 (21) ноября 1920 года, Афины) — епископ Александрийской православной церкви, митрополит Пентапольский. Автор православного гимна Пресвятой Богородице «Агни Парфене».
Прославлен в лике святителей в 1961 году. Один из самых почитаемых в Греции святых. Память 9 (22) ноября, на следующий день после дня кончины, и 21 августа (3 сентября) в день перенесения мощей в 1953 году.
Мощи святителя Нектария находятся в основанном им Свято-Троицком монастыре на острове Эгина.

## Биография
Анастасиос Кефалас родился во Фракии в бедной семье. Был пятым из шестерых детей Димоса и Василики Кефалас. Получив начальное образование, отправился в Константинополь. Был рабочим табачной лавки и школьным смотрителем. В 1866 году переехал на Хиос, где стал школьным учителем в деревне Литион.
7 ноября 1876 года в Неа Мони был пострижен в монашество с именем Лазарь. 15 января 1877 года митрополит Хиосский Григорий (Павлидис) (1825—1880) рукоположил Лазаря в сан диакона с наречением имени Нектарий.
С 1882 года по 1885 год диакон Нектарий учился в богословском институте Афинского университета. После завершения образования по рекомендации своего благодетеля он переехал в Александрию.
23 марта 1886 года патриарх Александрийский Софроний IV рукоположил его в сан священника и назначил в Свято-Никольский храм Каира. В этом же храме вскоре его возвели в сан архимандрита, а спустя некоторое время патриарх принял решение о присвоении ему титула верховного архимандрита Александрийской церкви.
15 января 1889 года хиротонисан в епископа Пентапольского с возведением в сан митрополита. Хиротонию совершили патриарх Александрийский Софроний, бывший архиепископ Керкирский Антоний (Хариатис) и архиепископ Синайский и Раифский Порфирий (Марудас). Однако уже 11 июля 1890 года Нектарий был отправлен на покой с формулировкой: «не ужившийся в климате Египта». Биографы связывают отставку Нектария с доносом патриарху, сделанным кем-то из недоброжелателей митрополита. Вернувшись в Афины, митрополит Нектарий семь месяцев жил в страшных лишениях. Тщетно он ходил по инстанциям, его нигде не принимали.
В 1892 году Нектарий получил должность проповедника в Греции, в провинции Эвбея, а в 1894—1908 года руководил Ризарийской богословской школой в Афинах. После ухода на покой он жил в основанном им в 1904 году Свято-Троицком женском монастыре на острове Эгина. Он помогал рабочим в строительстве монастыря: носил камни и выполнял земляные работы. В последний год жизни посещал монастырь Богородицы Хрисолеонтисса, где молился перед иконой Богородицы — Хрисолеонтисса.
Скончался 8 ноября 1920 года от рака. После кончины его тело начало мироточить и более двадцати лет оставалось нетленным. Когда гроб привезли на Эгину, то весь остров вышел проводить своего святого со слезами.

## Канонизация и почитание

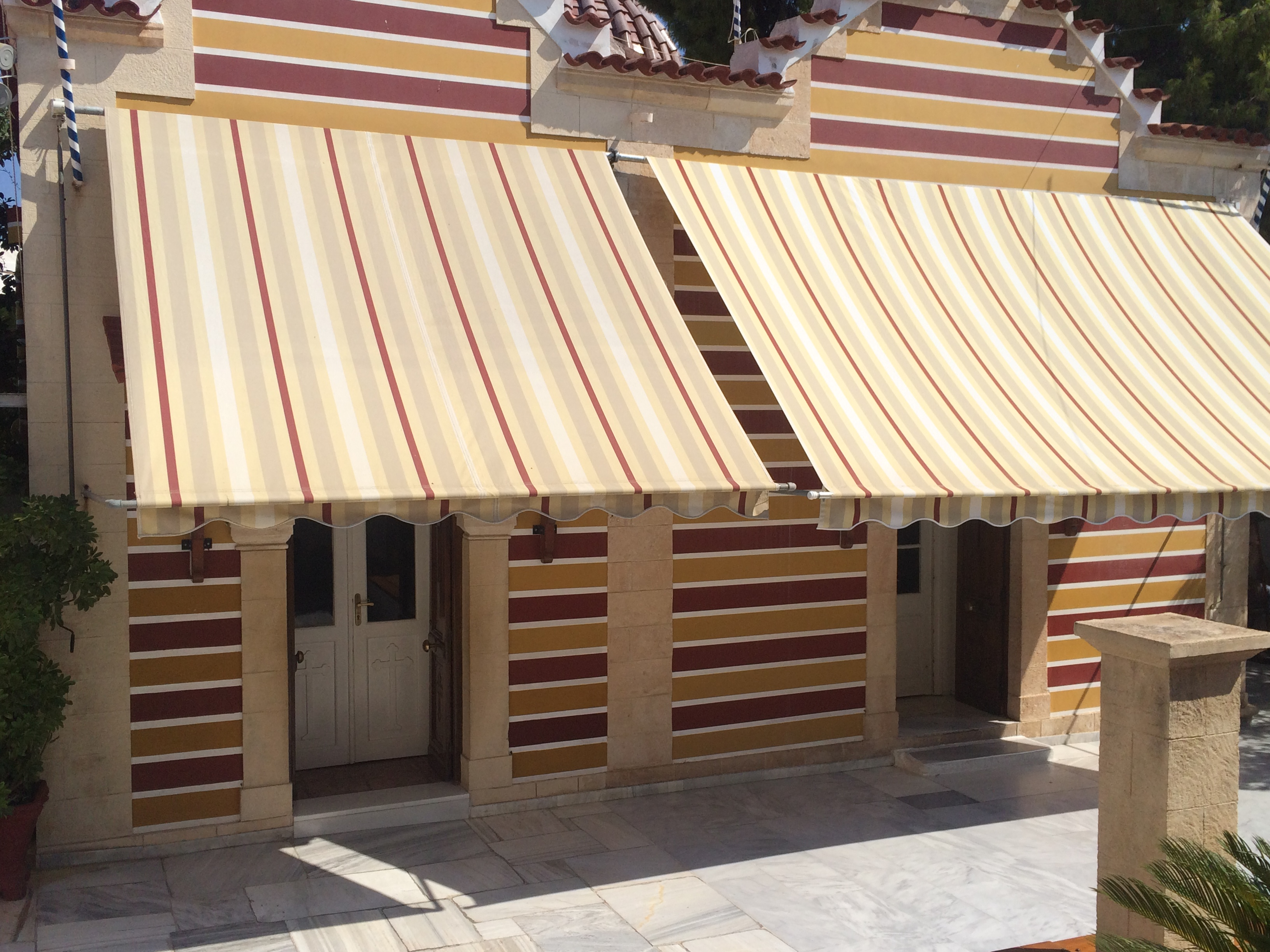
Храм монастыря Святой Троицы на острове Эгина, в котором покоится основная часть мощей святителя Нектария

20 апреля 1961 года патриаршим и синодальным указом Константинопольской патриархии митрополит Нектарий был причислен к лику святых, были подняты его святые мощи. Оказалось, что мощи истлели, остались только косточки. Мощи находятся в Свято-Троицком монастыре на острове Эгина.
В Греции повсеместно почитается как чудотворец. Сохранилась народная поговорка: «Нет ничего неисцелимого для святого Нектария».
При патриархе Александрийском Петре VII Священный синод Александрийского патриархата принял решение о реабилитации святителя Нектария. Была созвана большая конференция в Александрии. Прошли многочисленные официальные праздничные мероприятия с участием всех православных Поместных церквей, а 1999 год был объявлен годом святого Нектария.
В России почитание Нектария Эгинского началось лишь в начале 2000-х годов.
В честь Нектария Эгинского освящены три храма — в городе Ленуар-сити (штат Теннесси, Восточно-Американская и Нью-Йоркская епархия, США), в селе Трёхсельском (Краснодарский край, Армавирская епархия, Россия), а также в городе Туле при Тульском областном онкологическом диспансере.

## Киновоплощение
О Нектарии Эгинском снят художественный фильм «Человек Божий» (Man of God, 2021, Греция). Режиссёр и сценарист Елена Попович; в роли святителя Нектария Арис Серветалис.